# Technopolia
Technopolia (również technopolis) – miasto, którego rozwój oparty jest na tworzeniu i sprzedaży zaawansowanych technologii.
Ich powstanie wiąże się z trzecią rewolucją przemysłową. Główna gałąź przemysłu to przemysł wysokich technologii – high-tech. Obejmuje dziedziny takie jak elektronika, lotnictwo (także przemysł pojazdów kosmicznych), przemysł chemiczny, farmaceutyczny, precyzyjny i optyczny. Czynniki lokalizacji high-tech to: wysoko wykwalifikowana kadra, dobra infrastruktura, sąsiedztwo placówek naukowo-badawczych oraz duże nakłady finansowe na badania innowacyjne. Najwięcej technopolii powstaje w Stanach Zjednoczonych. Sporo jest ich również w Europie, Azji Południowo-Wschodniej i Azji Wschodniej. W Afryce i Ameryce Południowej praktycznie nie występują.
Przykłady technopolii:
- USA
  - Dolina Krzemowa – San Francisco
  - Orange County – Los Angeles
  - Droga 128 – Boston (Silicon Boston)
  - Research Triangle Park(inne języki) – Durham
  - Silicon Plains – Dallas
  - Silicon Forest(inne języki) – Portland, Oregon
  - Seattle
  - Salt Lake City
  - Phoenix
  - San Antonio
  - Colorado Springs
  - Nashville
  - Atlanta
  - Nowy Orlean
  - Miami
  - Minneapolis
  - Chicago
  - Nowy Jork
  - Detroit
  - Waszyngton
- Kanada
  - Discovery Park – Vancouver
  - Mississauga Sheridan Park – Toronto
  - Montreal
- Wielka Brytania
  - Silicon Glen(inne języki) – Edynburg
  - Silicon Fen – Cambridge
  - Korytarz M4 – Londyn-Bristol
- Francja
  - Sophia-Antipolis – Nicea
  - Paryż Południe – Paryż
  - Montpellier
  - Grenoble
  - Lyon
  - Lille
  - Marsylia
  - Tuluza
  - Borderaux
  - Rennes
  - Miluza
  - Calais
- Niemcy
  - Silicon Bawaria – Monachium
  - Heidelberg
  - Stuttgart
  - Karlsruhe
- Włochy
  - Turyn
- Portugalia
  - Taguspark(inne języki) – Lizbona
- Finlandia
  - Oulu
- Szwecja
  - Sztokholm
- Węgry
  - InfoPark – Budapeszt
- Holandia
  - Eindhoven
- Japonia
  - Wyspa Krzemowa – wyspa Kiusiu
  - Hiroszima
  - Osaka
  - Hamamatsu
  - Tokio
  - Nagaoka
  - Akita
  - Muroran
- Korea Południowa
  - Seul
- Malezja
  - Kuala Lumpur
  - Penang
- Singapur
- Indie
  - Bangalur
- Izrael
  - Tel Awiw-Jafa